# Sphecodes rhois
Sphecodes rhois är en biart som först beskrevs av Cockerell 1904.  Sphecodes rhois ingår i släktet blodbin, och familjen vägbin. Inga underarter finns listade i Catalogue of Life.